# Hercules - Il guerriero
Hercules - Il guerriero (Hercules) è un film del 2014 diretto da Brett Ratner.
La pellicola, con protagonista Dwayne Johnson nei panni di Hercules, è basata sul graphic novel Hercules: The Thracian Wars di Admira Wijaya e Steve Moore, distribuita dalla Radical Comics.

## Trama
Hercules, nella leggenda un semidio figlio di Zeus ma in realtà un orfano ateniese, mortale ma dotato di una forza incredibile, reduce dalle dodici fatiche affidategli dal re di Micene Euristeo per espiare il massacro della sua stessa famiglia che lui non riuscì a impedire, guida un gruppo di fedeli ed esperti mercenari: l'ironico veggente argivo Anfiarao, il ladro spartano Autolico, l'amazzone scitica Atalanta e il selvaggio e taciturno tebano Tideo, oltre al proprio nipote Iolao, promoter dell'eroe e cantore delle sue gesta. Hercules e i suoi compagni vengono assoldati dal re Cotys per porre fine a una sanguinosa guerra civile nelle terre di Tracia. Il nemico che l'anziano monarca indica all'eroe è Reso, a capo di una potente e numerosa armata che saccheggia e devasta il suo regno e che si dice formata dalle mitologiche figure dei centauri.
Hercules, che è tormentato dal ricordo dello sterminio della moglie Megara e dei figli, addestra per breve tempo l'armata di re Cotys, ma la successiva battaglia contro i Bessi, inizialmente alleati della Tracia ma in séguito "plagiati" da Reso al suo volere, dimostra che, nonostante la vittoria, l'esercito tracio è ancora inesperto. Il mercenario, intanto, fa la conoscenza della figlia del re, Ergenia, vedova anch'essa, e di suo figlio Areo, grande ammiratore delle sue gesta, ma il tormento che si porta dentro lo spinge a tenerli a distanza.
L'esercito tracio, sotto l'esperta guida del gruppo di mercenari, diventa presto ben organizzato e agguerrito e, nella successiva battaglia contro l'armata di Reso, esce vincitore. I capi dell'esercito nemico vengono portati in catene in Tracia e qui il re catturato fa sorgere il dubbio a Hercules sulla parte che ha deciso di difendere. Il mercenario scopre presto che Cotys è in realtà un vile usurpatore assetato di potere che non ha esitato ad avvelenare il marito di sua figlia pur di conservare il trono e si è alleato con Euristeo, il quale, una volta che Hercules viene catturato insieme ai suoi compagni d'arme, gli rivela di essere il vero mandante dello sterminio della sua famiglia, eseguito da tre enormi e famelici lupi.
Hercules, ormai prigioniero di Cotys e incatenato nelle segrete del suo palazzo, si libera dei suoi demoni interiori e, dopo avere eliminato i tre lupi che uccisero la sua famiglia, libera i suoi compagni e, col loro aiuto, uccide prima Euristeo, poi Cotys e il suo generale. Nella battaglia finale, grazie anche al sacrificio del fido Tideo, Hercules riesce a salvare sia Ergenia che Areo, venendo poi riconosciuto come unico e vero leader dall'esercito trace.

## Produzione
Il budget del film è stato di circa 100 milioni di dollari.
Le riprese del film sono iniziate nel luglio del 2013 e si sono svolte tra Croazia e Ungheria.
Il titolo di lavorazione del film era Hercules: The Thracian Wars.

## Promozione
Il primo trailer originale viene diffuso il 25 marzo 2014, seguito subito dalla versione italiana.

## Distribuzione
La pellicola è stata distribuita nelle sale cinematografiche statunitensi a partire dal 25 luglio 2014 ed in quelle italiane dal 13 agosto.

## Accoglienza

### Critica
Sul sito Rotten Tomatoes il film ottiene il 59% delle recensioni professionali positive con un voto medio di 5,4 su 10 basato su 111 critiche, mentre su Metacritic ottiere un punteggio di 47 su 100 basato su 25 recensioni.

### Incassi
Il film debutta al secondo posto al box-office statunitense, incassando 11 milioni di dollari il primo giorno e 29 milioni nel weekend di apertura, dietro a Lucy. In totale il film incassa 244,8 milioni di dollari.